# Schöngeising
Schöngeising is een plaats in de Duitse deelstaat Beieren, en maakt deel uit van het Landkreis Fürstenfeldbruck. Schöngeising ligt aan de rivier de Amper en telt 1.911 inwoners. In Schöngeising staat een straalverbindingstoren.

## Bezienswaardigheden
- Jexhof, een museumboerderij

## Bekende inwoners
- Orlando di Lasso (1532–1594) - Componist, had hier een buitenverblijf

## Externe links

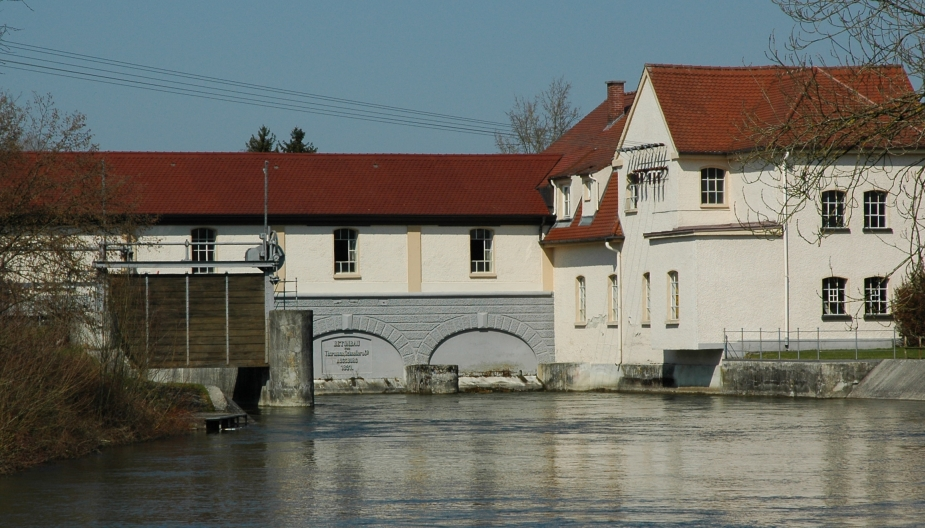
Waterkrachtcentrale (de eerste in Beieren) in de rivier de Amper
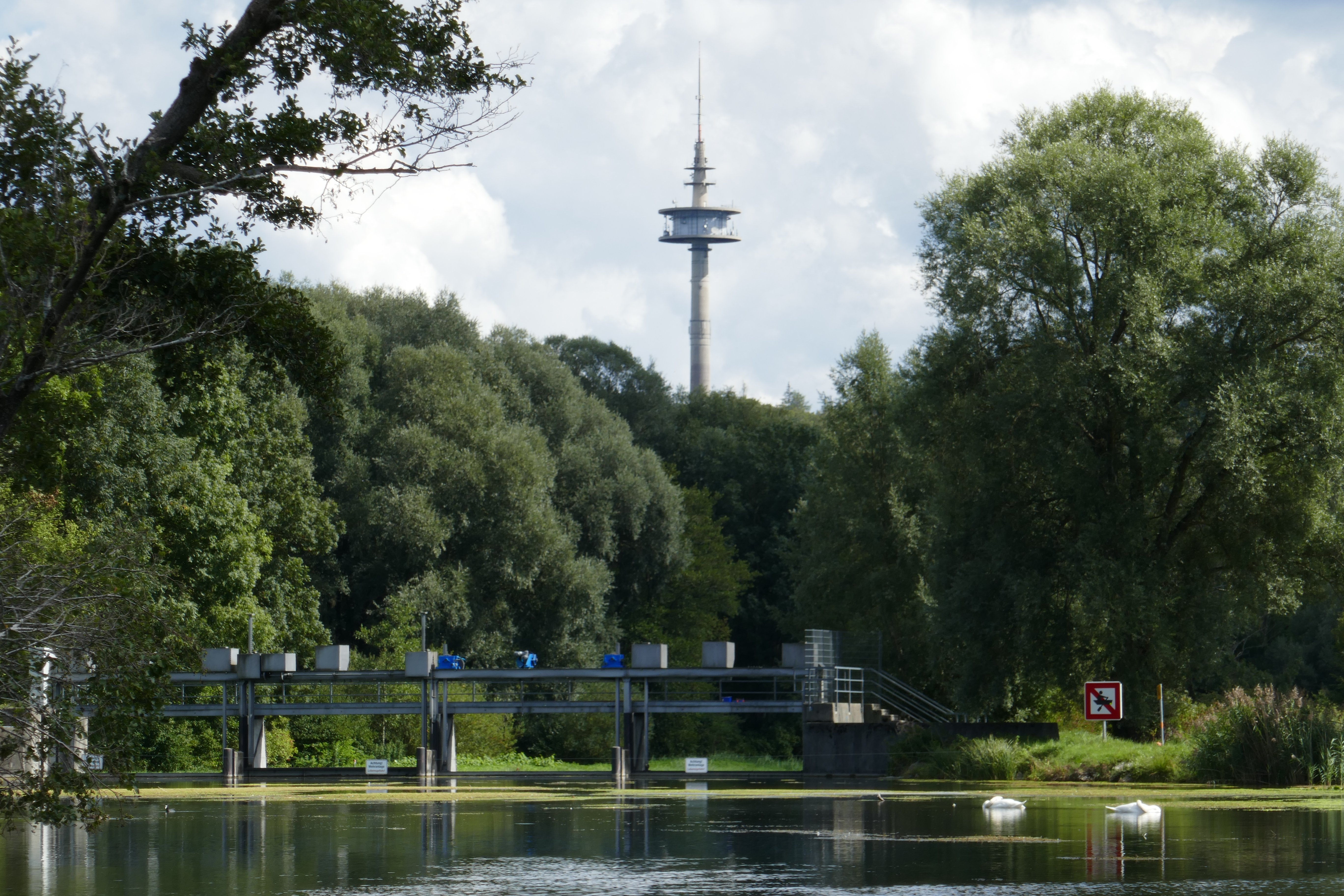
Opgestuwde Amper met de straalverbindingstoren op de achtergrond